# Sicya lewisi
Sicya lewisi är en fjärilsart som beskrevs av Louis W. Swett 1914. Sicya lewisi ingår i släktet Sicya och familjen mätare. Inga underarter finns listade i Catalogue of Life.